# Nadia Vadori-Gauthier
Nadia Vadori-Gauthier est une artiste franco-canadienne, danseuse, chorégraphe, docteure en esthétique, sciences et technologies des arts et chercheuse associée à l'université Paris-VIII,. 

## Parcours
Auteure de plusieurs pièces chorégraphiques et performances, elle porte notamment le projet Une Minute de danse par jour depuis janvier 2015.
Elle est également chercheuse au sein du Corps collectif.

### Une minute de danse par jour
Depuis les attentats de janvier 2015 en France, Nadia Vadori-Gauthier poste chaque jour sur internet Une minute de danse par jour, un acte quotidien qu’elle revendique comme une « résistance poétique »,. En janvier 2021, elle célèbre sa 2 192e minute de danse au théâtre de Chaillot.

## Publications
- Jérémy Damian, Isabelle Klein et Nadia Vadori-Gauthier, La Meute, un devenir du Corps collectif, Le Corps collectif, 2013
- « Alternatives transindividuelles et micropolitiques à la représentation », dans Éliane Beaufils et Alix de Morant (dir.), Scènes en partage, L’être ensemble dans les arts performatifs, Montpellier, Éditions Deuxième époque, 2018
- Éric Bonnet, Flore Garcin-Marrou, Barbara Glowzewski, Roland Huesca, Katia Légeret, Marie-Luce Liberge et Nadia Vadori-Gauthier, Danser/Résister, éditions Textuel, 2018
- « Trois tableaux de Paul Klee », dans Katia Légeret (dir.), Créons au musée, Performances des arts vivants, Paris, Éditions Geuthner, 2019

## Filmographie
- Une joie secrète, film documentaire de Jérôme Cassou sur Une Minute de danse par jour, sorti en 2019.